# 風の中を行く
『風の中を行く』（かぜのなかをゆく）は、1969年2月10日から同年5月5日まで、日本テレビ系列の月曜20:00 - 20:55の枠で放映されたテレビドラマ。

## 概要・内容
白川渥の小説『ここは静かなり』が原作。本作の主演を務めた吉永小百合が設立した『吉永事務所』の初製作作品である。
明るく健康的で正義感のある、女性教師になった千田杉子が、教え子たちが抱える様々な問題、赴任先の地方の風習と地元の人々との関係、弟への愛情など色々な出来事に直面しながらも、たくましく成長し幸せをつかんでいく彼女自身の青春の姿を描く。
杉子は両親がすでに亡くなり、弟・良一と二人でおじ・泰吉のもとで暮らしていた。杉子が教員採用試験に合格したその日、良一が心臓弁膜症で倒れ、良一と一緒に体にも環境も良い所へ行こうと、三重県の志摩半島の海に面した町・尾ノ浦町へ移り、そこで教師として赴任することを決める。
原作および1956年公開の映画版では神戸の高校が舞台であったが、上記の通り本作では地方に赴任する形となっている。

## キャスト
- 千田杉子：吉永小百合
- 千田良一：内田喜郎
- 門馬元一：柴田侊彦
- 杉子のおば・房子：三条美紀
- 杉子のおじ・泰吉：大坂志郎
- 矢島：松川勉
- 神崎コズエ：紀比呂子
- 神山善吉：橋本功
- 高木：山本學
- 門馬ミエ：藤岡道子
- 門馬松吉：浜村純
- 小栗一也
- 笠置シヅ子
- 高津住男
- 上田吉二郎
- 高原駿雄
- 教頭：藤原釜足
- 熊井女史：辻伊万里
- 赤部晴介：江沢信行
- 弓子：清水京子
- 和男：皆見武史

### ゲスト出演
- 健介：林家こん平（第1話）
- 内藤武敏（第1話）
- 真山知子（第2話）
- 殿山泰司（第3話）
- 野村昭子（第6話、第11話）
- 晴介の母：近松麗枝（第7話）
- 北川美佳（第12話）

## スタッフ
- 原作：白川渥（『ここは静かなり』より）
- 脚本：津田幸夫（第1話～第5話・第8話・第9話）、杉本彰（第10話・第11話）、田村多津夫（第6話・第7話・第12話・第13話）
- 監督：鍛冶昇（第1話）、小野田嘉幹（第2話～第5話）、木村正芳（第6話～第13話）
- 制作：吉永事務所、銀座プロ[1]、日本テレビ

## 主題歌
- 『風の中を行く』
  - 作詞：なかにし礼 / 作編曲：吉田正 /  歌：吉永小百合
  - 1967年11月、日本ビクターから発売。